# Tiznit
Tiznit (en tifinagh : ⵜⵉⵣⵏⵉⵜ, en arabe : تزنيت) est une ville du centre du Maroc et le chef-lieu de la province de Tiznit, dans la région Souss-Massa. La population de la ville, qui s’élève à 86 595 habitants en 2024, est majoritairement berbère parlant largement le Tamazight.

## Géographie
Tiznit se situe dans la région du Souss, elle se trouve à vol d'oiseau à 15 km de l'océan Atlantique, à 81 km au sud d'Agadir, à 203 km au sud d'Essaouira, à 271 km au sud-ouest de Marrakech et à 553 km au sud de Rabat.
Par la route, Tiznit se trouve à 99 km d'Agadir, à 271 km d'Essaouira, à 320 km de Marrakech et à 620 km de Rabat.

## Histoire
La ville fut fondée en 1882 par le Sultan alaouite Hassan Ier qui l'a dotée, en 1883, d'une longue muraille encerclant toujours l'ancienne médina. Plus tard, l'expédition de 1886 renforça le pouvoir du Sultan dans la région, d'une importance croissante face aux tentatives espagnoles de s'installer à Ifni après la guerre hispano-marocaine de 1860.
En 1912, c'est dans cette ville que fut proclamé sultan, le fils d'un dignitaire religieux du Sahara, Ma el Aïnin (dont le tombeau se trouve à Tiznit), Moulay Ahmed al-Hiba.
À l'époque coloniale française, le premier officier français qui entra dans la ville fut le "capitaine chleuh", Léopold Justinard qui tint le pays de 1916 à 1921. Plus tard, il fut rejoint par le caïd Taïeb el Goundafi.
La place El Mechouar constitue l'un des centres de la ville avec le palais du sultan Hassan Ier en face du bâtiment où était installé, sous le protectorat français, le représentant de l'armée française.
La médina est divisée en quatre quartiers centrés autour dune source d'eau: la source bleue. Cette source qui permettait l'irrigation de nombreux jardins a fait la réputation de la ville ; mais elle a beaucoup perdu de son débit à la suite du creusement de la source de Reggada dans la tribu voisine des Ouled Jerrar.
Tiznit a acquis une réputation pour l'activité d'orfèvrerie, dont la fibule est l'objet le plus travaillé. Cette ville est très bonne pour y habiter ,il y a aussi d'autres monuments comme El hin Azrka , El Jamaa El Kbir ect...

## Culture
Tiznit est réputée pour ses artisans spécialisés dans la fabrication de bijoux en argent. C'est un lieu idéal pour acheter des pièces artisanales, notamment des bijoux berbères traditionnels. Le souk de Tiznit, un marché animé, est le meilleur endroit pour explorer ces créations.

## Sports

### Équipements
La ville est dotée de plusieurs installations sportives: 
- Piscine olympique répondant aux normes de la Fédération internationale de natation.
- Salle omnisports dont les travaux ont été lancés en 2012

### Clubs sportifs
La ville dispose de plusieurs clubs sportifs locaux: 
- L'équipe Amal Tiznit Cyclisme
- Club Amal Tiznit des échecs donne des cours de jeu d'échecs aux enfants. Il participe aux divers compétitions officielles et non officielles.

## Loisirs
- La ville est à 16 km de la plage d'Aglou; sur l’océan atlantique, d'autres plages sont aussi accessibles pour la population locale.
- Le parc national de Souss-Massa se trouve immédiatement au nord de la ville.

## Dans la littérature
Sous la graphie anglaise de Tiznet, Barbara Cartland loue « les danseuses de Tiznet (…) très célèbres, très excitantes »

## Personnalités liées à la ville
- Latifa Jbabdi, militante féministe marocaine, née à Tiznit en 1955.
- Léopold Justinard ("le capitaine chleuh"), militaire et berbérisant français, en poste à Tiznit de 1916 à 1921.

## Galerie de photos

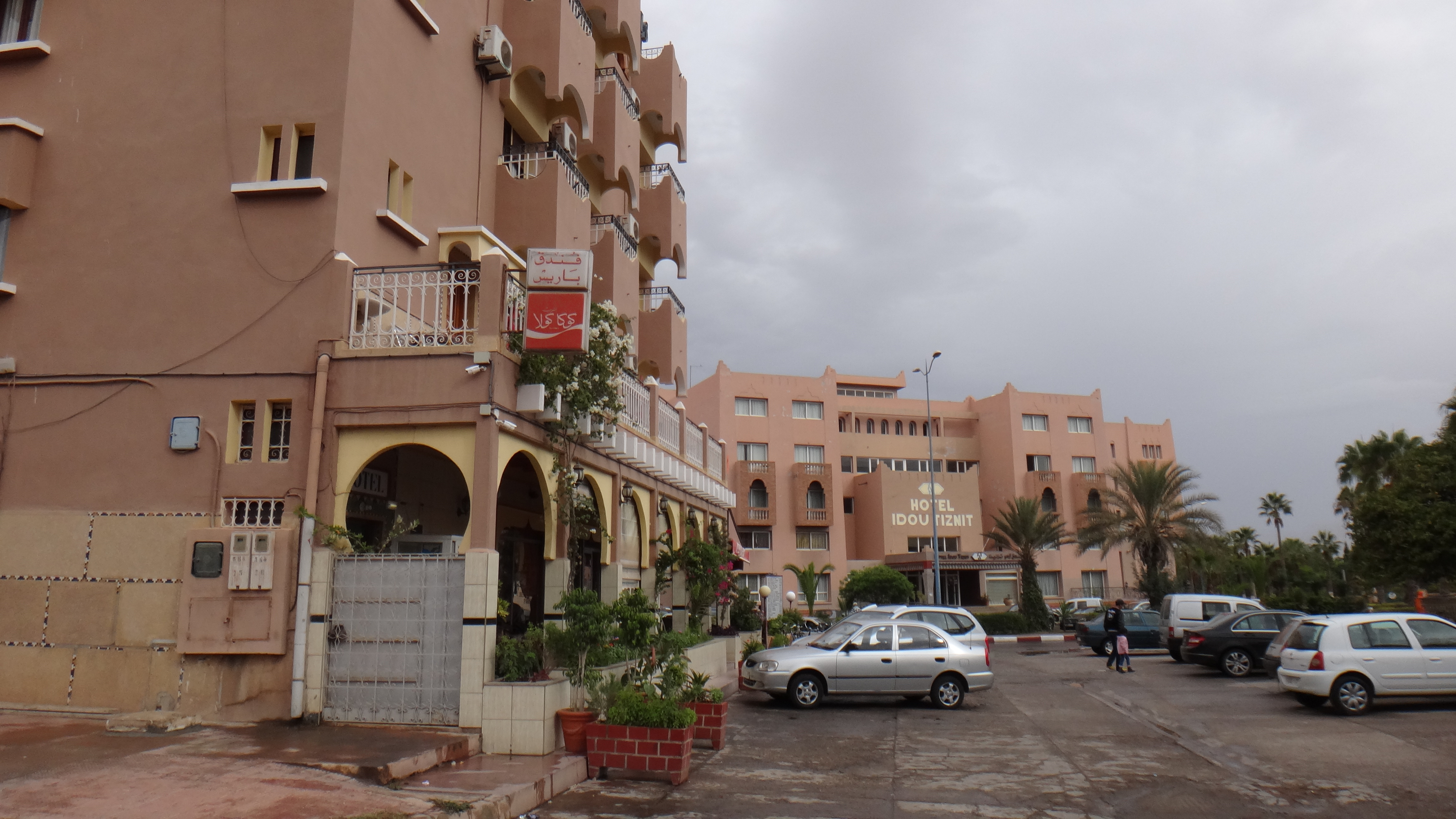
Centre-ville de Tiznit
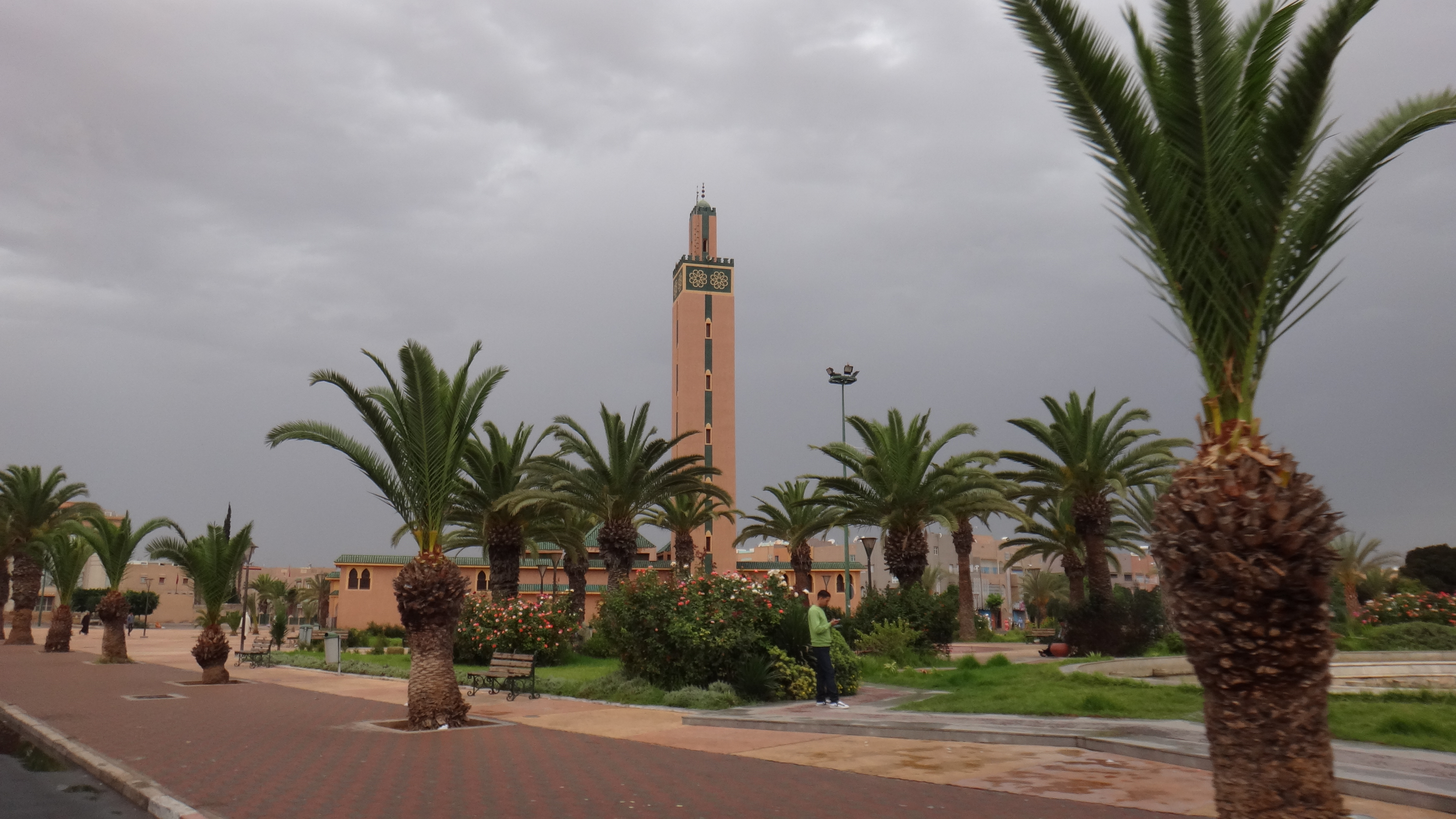
Jamaâ Sounna
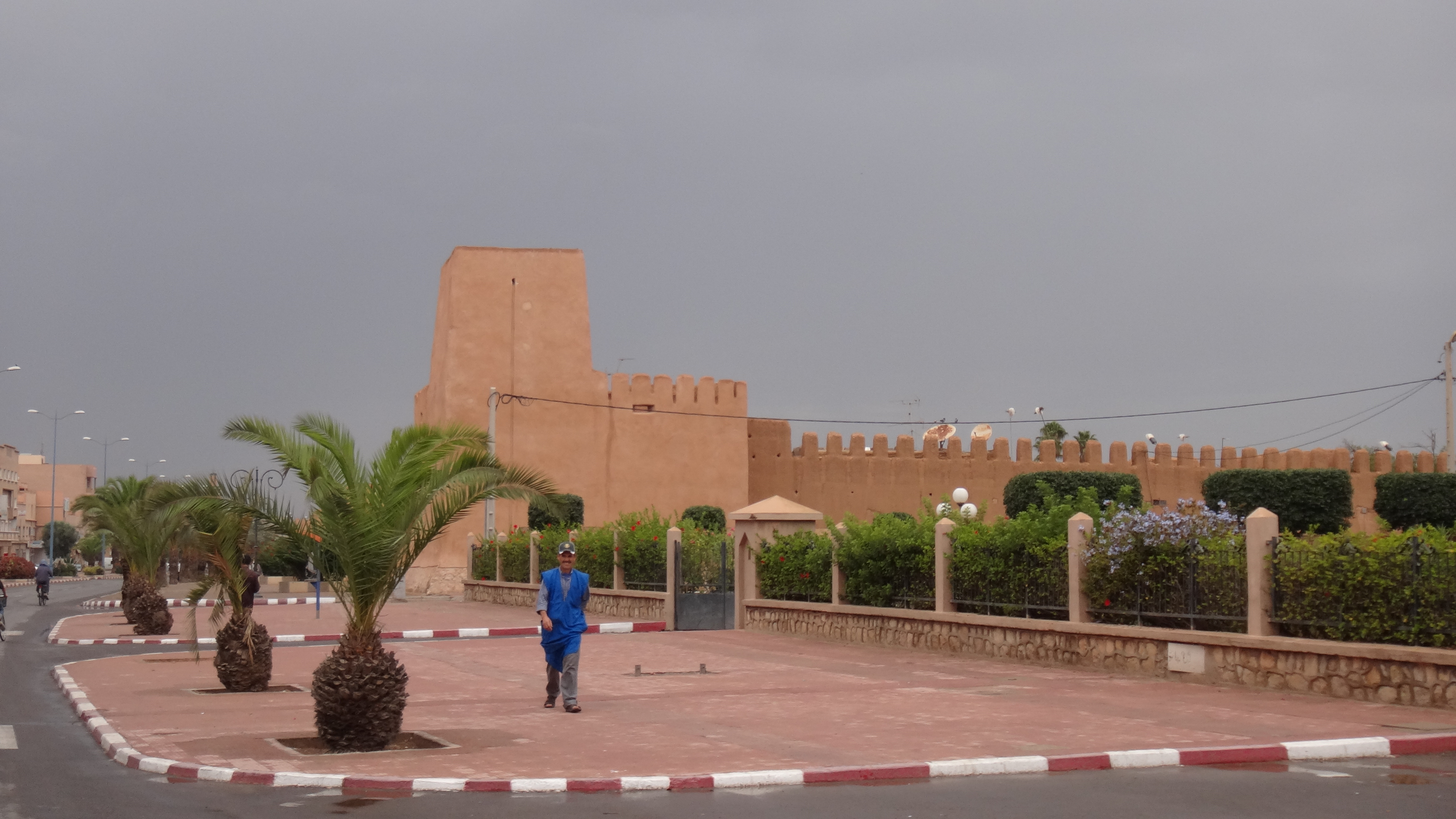
Muraille datant du sultan Moulay al Hassan
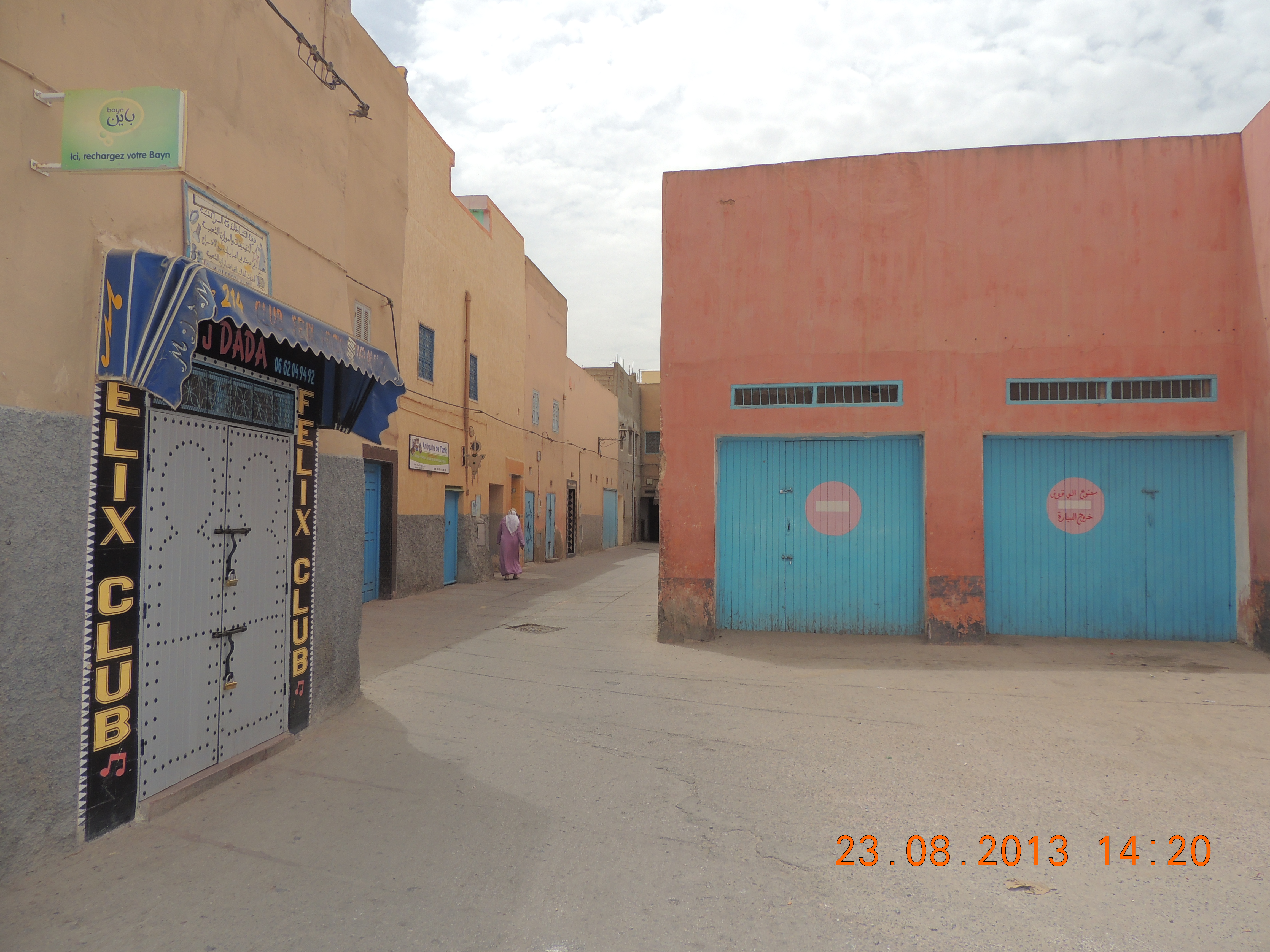
Medina colorée de Tiznit
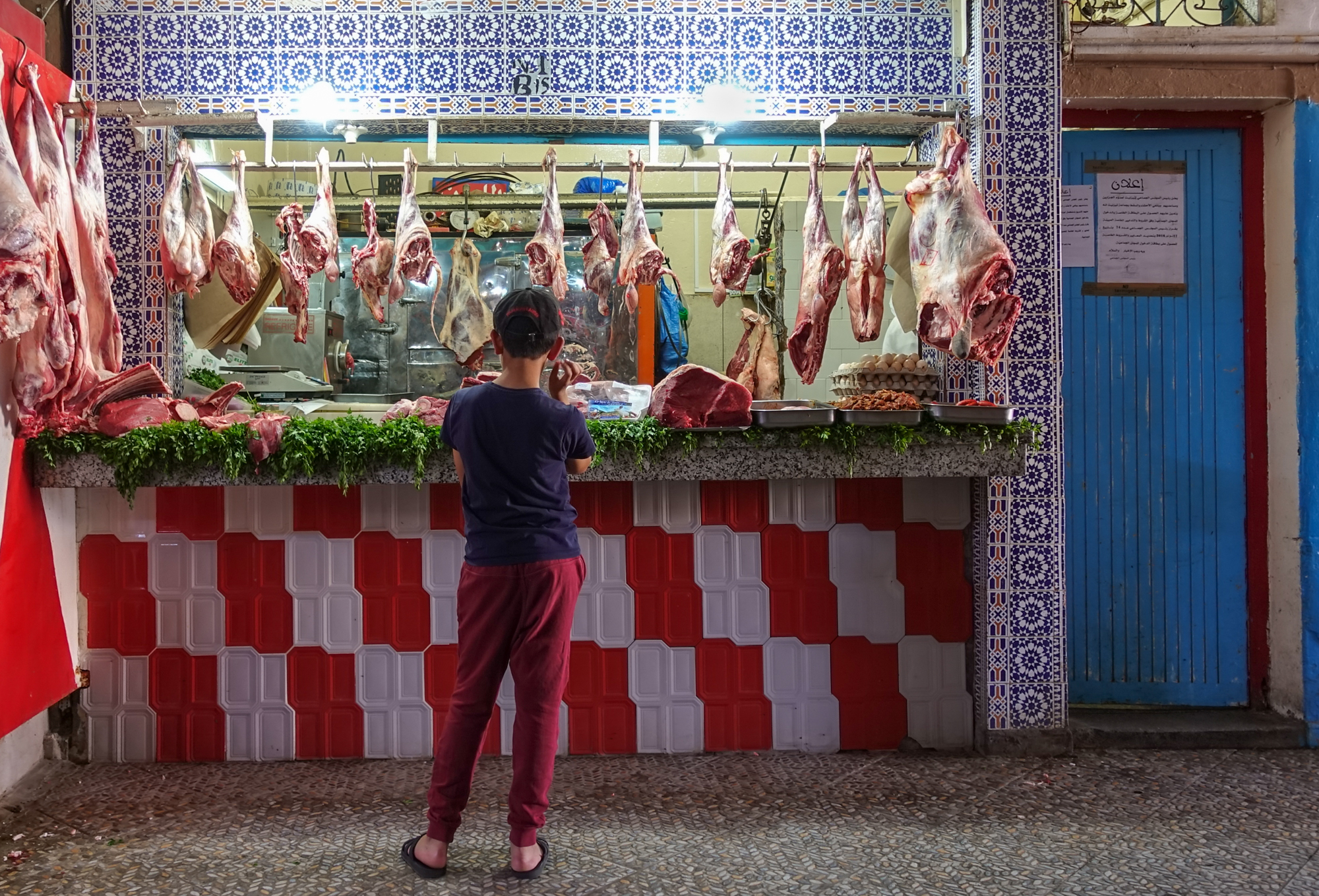
Boucherie au marché de Tiznit.

## Jumelages et partenariat
Jumelages :
- Somerville (Massachusetts) (États-Unis) depuis 2010[6]
- Saint-Denis (Seine-Saint-Denis) (France) depuis 2005

Accords de coopération :
- Zhangjiajie (Chine)[7]
- Issoire (France) depuis 2019[8]
- Saint-Omer (Pas-de-Calais) (France) depuis 2017[9]
- Les Herbiers (France)[10]

## Personnalité
- Ahmed Wakrim (homme d'affaires marocain)
- Ali Wakrim (homme d'affaires marocain, Pdg du groupe Akwa avec Aziz Akhennouch originaire de Tafraout)

#### Histoire
- Conquête musulmane du Maghreb (647-711)
- Ma El Aïnin (1831-1910), Seguia el-Hamra
- Afrique occidentale espagnole (1946-1958)
  - Anexo:Gobernadores del Sáhara español (es) (1884-1976)
  - Alta Comisaría de España en Marruecos (es) (1913-1956)
- Guerre du Sahara occidental (1975-1991)

#### Littérature
- J. M. G. Le Clézio y fait allusion dans son roman Désert, et l'évoque dans Gens des nuages (1997).